# Limhamn Griffins
Die Limhamn Griffins sind ein schwedischer American-Football-Verein aus Limhamn, einem Stadtteil von Malmö. Die Griffins gründeten sich 1988 durch den Zusammenschluss der Glue Harbour Buccaners und den Limhamn Lumberjacks. Der Name Griffins und das Teamlogo, der Kopf eines Greifs in lila Farbe, leitet sich vom Stadtwappen Malmös ab, welches ebenfalls einen Greif beinhaltet.

## Geschichte
Von der Gründung an gehörte die Griffins der ersten schwedischen Liga Superserien an. Ihre beste Zeit hatte das Team in der ersten Hälfte der Neunzigerjahre, als sie 1990, 1993, 1994, 1995 und 1996 jeweils im Ligafinale standen und dieses 1993 und 1994 auf gewinnen konnten. Danach folgte ein sportlicher Einbruch und nach der Saison 1998 mussten sie in die Division I absteigen. Erst 2001 gelang der Wiederaufstieg und in der Saison 2002 erreichten die Griffins sogar das Viertelfinale um die Meisterschaft, doch bereits in der Folgesaison musste man sich aus verschiedenen Gründen aus der Liga zurückziehen. Der Neubeginn mit jungen Spielern begann in der Saison 2004 in der Division I und 2005 gelang erneut der Aufstieg in die erste Liga, wo die Griffins 2007 sogar ihren dritten Meistertitel erringen konnten. In der ewigen Tabelle der Superserien stehen die Griffins hinter den Stockholm Mean Machines und den Carlstad Crusaders an dritter Stelle. Für die Saison 2009 haben die Griffins angekündigt ihr Team aus der Superserien zurückzuziehen und in der Division II einen Neustart zu beginnen.
An der EFL nahmen die Griffins zweimal Teil (1994 und 1995), scheiterten aber jeweils im Viertelfinale am finnischen Vertreter Helsinki East City Giants.

## Teams
Neben der Herrenmannschaft sind mehrere Jugendmannschaften im Spielbetrieb, aktuell in den Klassen PeeWee, U13, U15, U17. Die U19-Mannschaft der Griffins errang 1994, 1995 und 1999 die schwedische Vizemeisterschaft.